# Samjiyŏn Ski Jump
Der Samjiyŏn Ski Jump ist eine Skisprungschanze in Samjiyŏn, Nordkorea. Die K-90-Schanze wurde schon 2003 gebaut, ist dem Großteil der Welt aber erst seit 2019 bekannt. Die Schanze liegt in einem Wintersportgebiet westlich der Planstadt Samjiyŏn, die vor allem für das Großmonument Samjiyŏn bekannt ist, im Norden Nordkoreas nahe der chinesischen Grenze.

## Konstruktion
Über die Konstruktion der Schanze ist wenig bekannt, manche Informationen ließen sich nur aus Satellitenbildern rekonstruieren, die von polnischen Fans ausgewertet wurden. Demnach wurde die Schanze mit einem Konstruktionspunkt von 90 Metern im Jahr 2003 gebaut. Als sich die 90-Meter-Anlage als zu groß für junge Athleten herausstellte, wurden in der Nähe noch eine K-45- und eine K-15-Schanze errichtet. Zusätzlich verfügt die größte der Schanzen über Zuschauertribünen, die denen der Ōkurayama-Schanze in Sapporo ähneln, aber mittlerweile vollkommen überwuchert sind.

## Geschichte
2019 eröffnete Kim Jong-un, der diktatorische Alleinherrscher Nordkoreas, die Planstadt Samjiyŏn im Norden Nordkoreas. Die Stadt sollte zu einem Ferienort und zum Trainingszentrum nordkoreanischer Sportler werden. Schon 2005 wurden dafür eine Skipiste, Hotels, Eisbahnen und ein Leichtathletikstadion erbaut. Auch die Skisprungschanze steht schon seit 2003 im Gebiet, war jedoch bis 2019 außerhalb Nordkoreas praktisch unbekannt.
Als die Stadt 2019 offiziell eröffnet wurde, sah sich der polnische Sportfunktionär Maciej Jałoszyński das damals einzige auf Wikipedia verfügbare Foto der Stadt an und meinte im Hintergrund den Anlauf einer Skisprungschanze zu erkennen. Er kontaktierte inSJders, eine Gruppe von Skisprungfans, die weitere Informationen sammelte.
Ob auf der Schanze jemals Athleten trainiert haben, ist unklar, aber möglich, doch Stand 2023 kann die Schanze nicht mehr in Betrieb sein. Auch FIS-Renndirektor Walter Hofer meinte, er habe nie Informationen zu irgendwelchen Skisprungaktivitäten in Nordkorea erhalten.

## Skispringen in Nordkorea

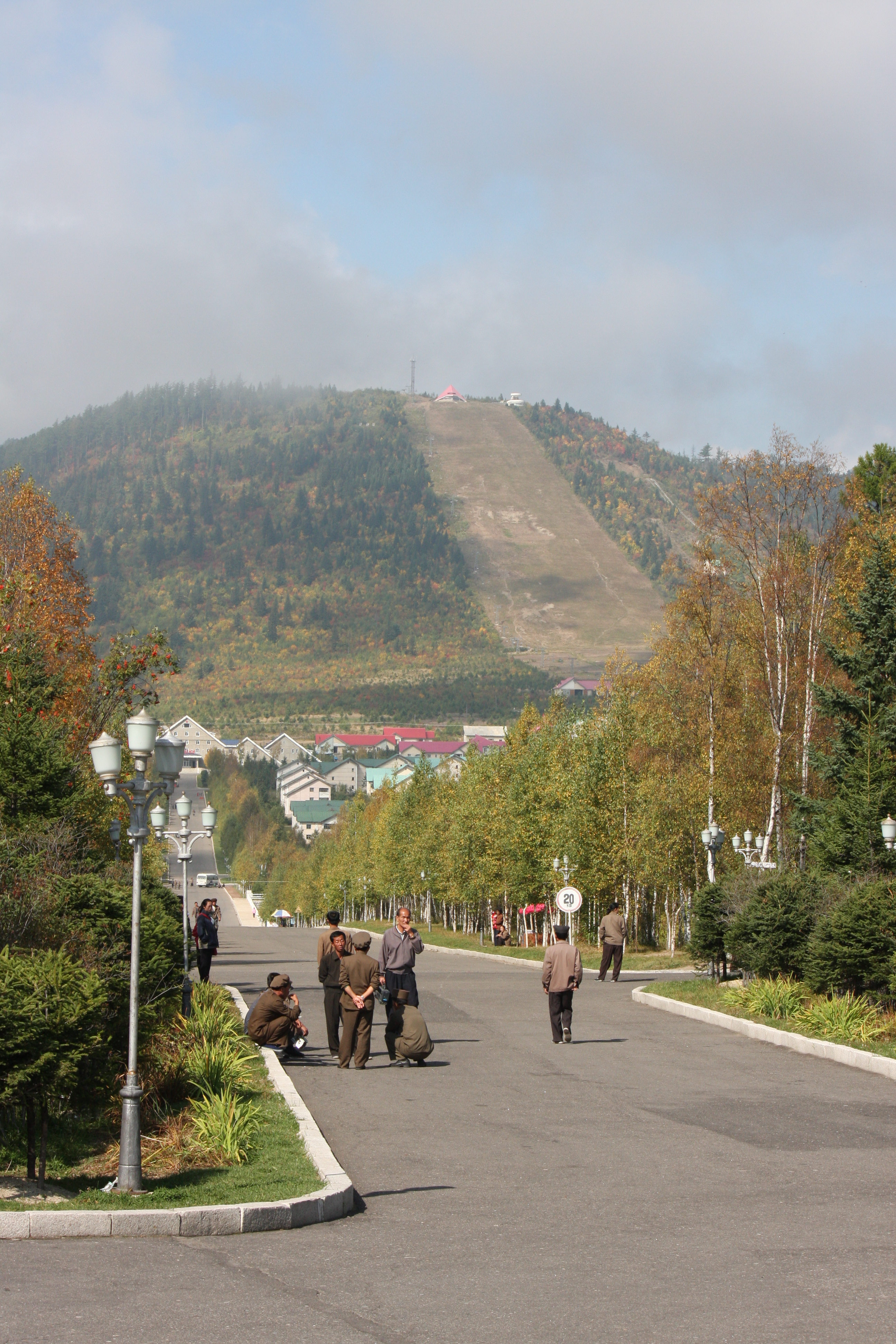
Das Skigebiet in Samjiyon. Rechts von der Skipiste im Hintergrund erkannte Maciej Jałoszyński den Anlauf einer Skisprungschanze.

Bis zur Entdeckung der Schanze in Samjiyŏn ging man davon aus, dass sich das neuere nordkoreanische Skispringen auf die 2017 errichtete K-35-Skisprungschanze im Skigebiet Masik-Ryong beschränke. Wie oben erwähnt, sagte Walter Hofer, dass aufgrund mangelnder Informationen aus Nordkorea unklar ist, ob es dort überhaupt Skispringer gibt. Bei internationalen Wettkämpfen traten noch nie Skispringer aus Nordkorea an. Angeblich kursieren im Internet einige Aufnahmen von Skispringern aus Nordkorea und es soll sogar noch weitere bestehende Schanzen geben. Ob die Existenz der Anlagen auch zwangsläufig mit der von Skispringern einhergeht, ist aber ebenso unklar – der Skifahrer Sam Smoothy veröffentlichte 2016 ein Video, das vollkommen leere Pisten in Masik-Ryong zeigt.
Dass in Samjiyŏn mehrere Schanzen stehen, könnte ein Indiz dafür sein, dass dort wirklich Skispringen praktiziert wurde, jedoch ist zumindest die größte Anlage schon länger nicht mehr in Betrieb. 2009 fanden in Samjiyon anlässlich des Geburtstages Kim-Jong-ils die „nationalen olympischen Winterspiele“ statt; ob auch Wettbewerbe im Skispringen ausgetragen wurden, ist nicht bekannt.